# Filgrastim
O  filgrastim, também conhecido pelos nomes comerciais  Granulokine  e Neupogen, é um fármaco capaz de amenizar e evitar a leucopenia, um dos efeitos agressivos da quimioterapia.